# 海沧行政中心站
海沧行政中心站（廈門話：/hai˥˥ t͡sʰŋ̍˥˥ hiŋ˧˧ t͡siŋ˥˧ tiɔŋ˧˧ sim˥˥/）位于中华人民共和国福建省厦门市海沧区海林路与滨湖北路交叉口西北侧地下，是厦门轨道交通2号线的地铁车站，于2019年12月25日开通运营。